# Anacasta
Anacasta is een kevergeslacht uit de familie van de boktorren (Cerambycidae). De wetenschappelijke naam van het geslacht werd voor het eerst geldig gepubliceerd in 1916 door Aurivillius.

## Soorten
Anacasta omvat de volgende soorten:
- Anacasta biplagiata Breuning, 1940
- Anacasta conspersa Aurivillius, 1916